# Divizia A 1980-1981
Sezonul 1980-1981 al Diviziei A a fost cea de-a 63-a ediție a Campionatului de Fotbal al României, și a 43-a de la introducerea sistemului divizionar. A început pe 2 august 1980 și s-a terminat pe 21 iunie 1981. Universitatea Craiova a devenit campioană pentru al doilea sezon consecutiv, și a treia oară în istoria sa.

## Stadioane
| Steaua București           | Universitatea Craiova | Olt Scornicești | ASA Tîrgu Mureș         |
| -------------------------- | --- | --- | ----------------------- |
| Steaua                     | Central | Viitorul | 23 August (Târgu Mureș) |
| Capacitate: 32.000         | Capacitate: 37.000 | Capacitate: 30.000 | Capacitate: 15.000      |
|                            | | |                         |
| Dinamo București           | FCM Brașov | Argeș Pitești | FC Baia Mare            |
| Dinamo                     | Tineretului | 1 Mai (Pitești) | 23 August (Baia Mare)   |
| Capacitate: 15.032         | Capacitate: 10.000 | Capacitate: 17.500 | Capacitate: 15.524      |
|                            | | |                         |
| Politehnica Iași           | UniversitateaPoli TimișoaraCorvinulArgeșU ClujJiulBacăuOltChimiaBrașovF.C. Baia MareASAGalațiPoli IașiBucureștiEchipele din București: · Dinamo · Progresul · Sportul · SteauaDivizia A 1980-1981 (România) DinamoSteauaSportulProgresul Locația echipelor din București. | UniversitateaPoli TimișoaraCorvinulArgeșU ClujJiulBacăuOltChimiaBrașovF.C. Baia MareASAGalațiPoli IașiBucureștiEchipele din București: · Dinamo · Progresul · Sportul · SteauaDivizia A 1980-1981 (România) DinamoSteauaSportulProgresul Locația echipelor din București. | Universitatea Cluj      |
| 23 August (Iași)           | UniversitateaPoli TimișoaraCorvinulArgeșU ClujJiulBacăuOltChimiaBrașovF.C. Baia MareASAGalațiPoli IașiBucureștiEchipele din București: · Dinamo · Progresul · Sportul · SteauaDivizia A 1980-1981 (România) DinamoSteauaSportulProgresul Locația echipelor din București. | UniversitateaPoli TimișoaraCorvinulArgeșU ClujJiulBacăuOltChimiaBrașovF.C. Baia MareASAGalațiPoli IașiBucureștiEchipele din București: · Dinamo · Progresul · Sportul · SteauaDivizia A 1980-1981 (România) DinamoSteauaSportulProgresul Locația echipelor din București. | Municipal (Cluj-Napoca) |
| Capacitate: 12.500         | UniversitateaPoli TimișoaraCorvinulArgeșU ClujJiulBacăuOltChimiaBrașovF.C. Baia MareASAGalațiPoli IașiBucureștiEchipele din București: · Dinamo · Progresul · Sportul · SteauaDivizia A 1980-1981 (România) DinamoSteauaSportulProgresul Locația echipelor din București. | UniversitateaPoli TimișoaraCorvinulArgeșU ClujJiulBacăuOltChimiaBrașovF.C. Baia MareASAGalațiPoli IașiBucureștiEchipele din București: · Dinamo · Progresul · Sportul · SteauaDivizia A 1980-1981 (România) DinamoSteauaSportulProgresul Locația echipelor din București. | Capacitate: 28.000      |
|                            | UniversitateaPoli TimișoaraCorvinulArgeșU ClujJiulBacăuOltChimiaBrașovF.C. Baia MareASAGalațiPoli IașiBucureștiEchipele din București: · Dinamo · Progresul · Sportul · SteauaDivizia A 1980-1981 (România) DinamoSteauaSportulProgresul Locația echipelor din București. | UniversitateaPoli TimișoaraCorvinulArgeșU ClujJiulBacăuOltChimiaBrașovF.C. Baia MareASAGalațiPoli IașiBucureștiEchipele din București: · Dinamo · Progresul · Sportul · SteauaDivizia A 1980-1981 (România) DinamoSteauaSportulProgresul Locația echipelor din București. |                         |
| Chimia Râmnicu Vâlcea      | UniversitateaPoli TimișoaraCorvinulArgeșU ClujJiulBacăuOltChimiaBrașovF.C. Baia MareASAGalațiPoli IașiBucureștiEchipele din București: · Dinamo · Progresul · Sportul · SteauaDivizia A 1980-1981 (România) DinamoSteauaSportulProgresul Locația echipelor din București. | UniversitateaPoli TimișoaraCorvinulArgeșU ClujJiulBacăuOltChimiaBrașovF.C. Baia MareASAGalațiPoli IașiBucureștiEchipele din București: · Dinamo · Progresul · Sportul · SteauaDivizia A 1980-1981 (România) DinamoSteauaSportulProgresul Locația echipelor din București. | Sportul Studențesc      |
| Municipal (Râmnicu Vâlcea) | UniversitateaPoli TimișoaraCorvinulArgeșU ClujJiulBacăuOltChimiaBrașovF.C. Baia MareASAGalațiPoli IașiBucureștiEchipele din București: · Dinamo · Progresul · Sportul · SteauaDivizia A 1980-1981 (România) DinamoSteauaSportulProgresul Locația echipelor din București. | UniversitateaPoli TimișoaraCorvinulArgeșU ClujJiulBacăuOltChimiaBrașovF.C. Baia MareASAGalațiPoli IașiBucureștiEchipele din București: · Dinamo · Progresul · Sportul · SteauaDivizia A 1980-1981 (România) DinamoSteauaSportulProgresul Locația echipelor din București. | Regie                   |
| Capacitate: 10.000         | UniversitateaPoli TimișoaraCorvinulArgeșU ClujJiulBacăuOltChimiaBrașovF.C. Baia MareASAGalațiPoli IașiBucureștiEchipele din București: · Dinamo · Progresul · Sportul · SteauaDivizia A 1980-1981 (România) DinamoSteauaSportulProgresul Locația echipelor din București. | UniversitateaPoli TimișoaraCorvinulArgeșU ClujJiulBacăuOltChimiaBrașovF.C. Baia MareASAGalațiPoli IașiBucureștiEchipele din București: · Dinamo · Progresul · Sportul · SteauaDivizia A 1980-1981 (România) DinamoSteauaSportulProgresul Locația echipelor din București. | Capacitate: 15.000      |
|                            | UniversitateaPoli TimișoaraCorvinulArgeșU ClujJiulBacăuOltChimiaBrașovF.C. Baia MareASAGalațiPoli IașiBucureștiEchipele din București: · Dinamo · Progresul · Sportul · SteauaDivizia A 1980-1981 (România) DinamoSteauaSportulProgresul Locația echipelor din București. | UniversitateaPoli TimișoaraCorvinulArgeșU ClujJiulBacăuOltChimiaBrașovF.C. Baia MareASAGalațiPoli IașiBucureștiEchipele din București: · Dinamo · Progresul · Sportul · SteauaDivizia A 1980-1981 (România) DinamoSteauaSportulProgresul Locația echipelor din București. |                         |
| SC Bacău                   | UniversitateaPoli TimișoaraCorvinulArgeșU ClujJiulBacăuOltChimiaBrașovF.C. Baia MareASAGalațiPoli IașiBucureștiEchipele din București: · Dinamo · Progresul · Sportul · SteauaDivizia A 1980-1981 (România) DinamoSteauaSportulProgresul Locația echipelor din București. | UniversitateaPoli TimișoaraCorvinulArgeșU ClujJiulBacăuOltChimiaBrașovF.C. Baia MareASAGalațiPoli IașiBucureștiEchipele din București: · Dinamo · Progresul · Sportul · SteauaDivizia A 1980-1981 (România) DinamoSteauaSportulProgresul Locația echipelor din București. | Progresul București     |
| Municipal                  | UniversitateaPoli TimișoaraCorvinulArgeșU ClujJiulBacăuOltChimiaBrașovF.C. Baia MareASAGalațiPoli IașiBucureștiEchipele din București: · Dinamo · Progresul · Sportul · SteauaDivizia A 1980-1981 (România) DinamoSteauaSportulProgresul Locația echipelor din București. | UniversitateaPoli TimișoaraCorvinulArgeșU ClujJiulBacăuOltChimiaBrașovF.C. Baia MareASAGalațiPoli IașiBucureștiEchipele din București: · Dinamo · Progresul · Sportul · SteauaDivizia A 1980-1981 (România) DinamoSteauaSportulProgresul Locația echipelor din București. | Dr. Staicovici          |
| Capacitate: 17.500         | UniversitateaPoli TimișoaraCorvinulArgeșU ClujJiulBacăuOltChimiaBrașovF.C. Baia MareASAGalațiPoli IașiBucureștiEchipele din București: · Dinamo · Progresul · Sportul · SteauaDivizia A 1980-1981 (România) DinamoSteauaSportulProgresul Locația echipelor din București. | UniversitateaPoli TimișoaraCorvinulArgeșU ClujJiulBacăuOltChimiaBrașovF.C. Baia MareASAGalațiPoli IașiBucureștiEchipele din București: · Dinamo · Progresul · Sportul · SteauaDivizia A 1980-1981 (România) DinamoSteauaSportulProgresul Locația echipelor din București. | Capacitate: 8.000       |
|                            | UniversitateaPoli TimișoaraCorvinulArgeșU ClujJiulBacăuOltChimiaBrașovF.C. Baia MareASAGalațiPoli IașiBucureștiEchipele din București: · Dinamo · Progresul · Sportul · SteauaDivizia A 1980-1981 (România) DinamoSteauaSportulProgresul Locația echipelor din București. | UniversitateaPoli TimișoaraCorvinulArgeșU ClujJiulBacăuOltChimiaBrașovF.C. Baia MareASAGalațiPoli IașiBucureștiEchipele din București: · Dinamo · Progresul · Sportul · SteauaDivizia A 1980-1981 (România) DinamoSteauaSportulProgresul Locația echipelor din București. |                         |
| Politehnica Timișoara      | FCM Galați | Jiul Petroșani | Corvinul Hunedoara      |
| 1 Mai (Timișoara)          | Dunărea | Jiul | Corvinul                |
| Capacitate: 40.000         | Capacitate: 35.000 | Capacitate: 30.000 | Capacitate: 17.500      |
|                            | | |                         |

## Clasament
| Loc | Echipă                    | Pct. | MJ | V  | E | Î  | GM | GP | DG  | Calificare sau retrogradare            |
| --- | ------------------------- | ---- | -- | -- | - | -- | -- | -- | --- | -------------------------------------- |
| 1.  | Universitatea Craiova (C) | 46   | 34 | 21 | 4 | 9  | 72 | 33 | +39 | Cupa Campionilor 1981-82 Prima rundă   |
| 2.  | Dinamo București          | 43   | 34 | 18 | 7 | 9  | 57 | 34 | +23 | Cupa UEFA 1981-82 Prima rundă          |
| 3.  | Argeș Pitești             | 42   | 34 | 19 | 4 | 11 | 63 | 39 | +24 | Cupa UEFA 1981-82 Prima rundă          |
| 4.  | Steaua București          | 38   | 34 | 15 | 8 | 11 | 50 | 45 | +5  | Cupa Balcanică 1981-83                 |
| 5.  | Sportul Studențesc        | 36   | 34 | 17 | 2 | 15 | 54 | 35 | +19 |                                        |
| 6.  | Corvinul                  | 35   | 34 | 16 | 3 | 15 | 72 | 48 | +24 |                                        |
| 7.  | Scornicești               | 35   | 34 | 14 | 7 | 13 | 44 | 49 | −5  |                                        |
| 8.  | FCM Brașov                | 34   | 34 | 14 | 6 | 14 | 35 | 41 | −6  |                                        |
| 9.  | Chimia R Vâlcea           | 34   | 34 | 15 | 4 | 15 | 51 | 60 | −9  |                                        |
| 10. | Jiul Petroșani            | 33   | 34 | 14 | 5 | 15 | 44 | 41 | +3  |                                        |
| 11. | SC Bacău                  | 33   | 34 | 14 | 5 | 15 | 46 | 51 | −5  |                                        |
| 12. | Politehnica Timișoara     | 33   | 34 | 13 | 7 | 14 | 33 | 46 | −13 | Cupa Cupelor 1981-82 Runda preliminară |
| 13. | ASA Tîrgu Mureș           | 32   | 34 | 14 | 4 | 16 | 50 | 56 | −6  |                                        |
| 14. | Universitatea Cluj        | 32   | 34 | 14 | 4 | 16 | 47 | 57 | −10 |                                        |
| 15. | Progresul București       | 32   | 34 | 13 | 6 | 15 | 39 | 50 | −11 |                                        |
| 16. | Politehnica Iași (R)      | 30   | 34 | 12 | 6 | 16 | 44 | 53 | −9  | Retrogradare în Divizia B 1981-1982    |
| 17. | FC Baia Mare (R)          | 26   | 34 | 10 | 6 | 18 | 37 | 62 | −25 | Retrogradare în Divizia B 1981-1982    |
| 18. | Dunărea Galați (R)        | 18   | 34 | 7  | 4 | 23 | 34 | 72 | −38 | Retrogradare în Divizia B 1981-1982    |

| Câștigătorii Diviziei A, ediția 1980/1981 |
| ----------------------------------------- |
| Universitatea Craiova Al 3-lea Titlu      |

## Rezultate
| Oaspeți ► Gazde ▼                          | ASA | ARG | BAC | BAI | BRA | COR | UCR | DIN | GAL | JIU | OLT | PIA | PRO | RAM | SPO | STE | POL | UCL |
| ------------------------------------------ | --- | --- | --- | --- | --- | --- | --- | --- | --- | --- | --- | --- | --- | --- | --- | --- | --- | --- |
| ASA Târgu Mureș                            | —   | 2–0 | 2–2 | 2–0 | 3–1 | 0–0 | 1–4 | 2–0 | 5–0 | 2–1 | 2–1 | 5–1 | 2–0 | 3–3 | 1–0 | 3–1 | 3–0 | 2–0 |
| Argeș Pitești                              | 2–0 | —   | 5–2 | 5–0 | 1–0 | 6–0 | 0–1 | 2–1 | 2–1 | 3–1 | 7–0 | 2–1 | 2–1 | 3–1 | 1–0 | 3–1 | 0–0 | 2–0 |
| Bacău                                      | 4–0 | 4–0 | —   | 2–0 | 2–0 | 2–1 | 1–1 | 1–3 | 2–0 | 2–0 | 3–1 | 2–0 | 1–0 | 1–0 | 1–3 | 0–4 | 2–0 | 1–0 |
| FC Baia Mare                               | 1–0 | 0–0 | 2–0 | —   | 1–1 | 3–1 | 0–0 | 1–0 | 1–0 | 2–2 | 0–1 | 2–0 | 2–0 | 5–0 | 0–0 | 5–0 | 1–1 | 1–2 |
| Brașov                                     | 1–0 | 2–1 | 0–2 | 2–0 | —   | 1–0 | 1–0 | 3–1 | 2–1 | 1–0 | 2–1 | 2–1 | 0–0 | 1–0 | 2–0 | 0–1 | 2–0 | 3–1 |
| Corvinul Hunedoara                         | 4–1 | 4–0 | 4–1 | 6–1 | 2–0 | —   | 4–3 | 1–2 | 7–0 | 1–0 | 4–2 | 8–0 | 3–1 | 3–1 | 0–1 | 1–1 | 4–0 | 1–2 |
| Universitatea Craiova                      | 3–0 | 3–2 | 6–2 | 2–0 | 4–0 | 2–1 | —   | 2–0 | 3–1 | 2–0 | 2–0 | 2–0 | 1–0 | 4–0 | 2–0 | 1–1 | 4–1 | 7–0 |
| Dinamo București                           | 2–1 | 2–1 | 0–0 | 3–1 | 3–0 | 1–0 | 1–1 | —   | 3–1 | 3–0 | 3–0 | 4–0 | 4–0 | 2–1 | 0–2 | 0–2 | 2–0 | 2–1 |
| Galați                                     | 1–0 | 0–1 | 2–0 | 4–0 | 1–1 | 1–1 | 1–2 | 0–2 | —   | 1–0 | 1–2 | 0–5 | 1–2 | 3–0 | 3–0 | 1–2 | 2–0 | 1–1 |
| Jiul Petroșani                             | 2–1 | 3–3 | 1–0 | 4–1 | 1–1 | 1–0 | 2–1 | 2–1 | 4–0 | —   | 4–0 | 0–0 | 4–2 | 1–0 | 1–0 | 2–0 | 3–0 | 3–0 |
| Olt Scornicești                            | 3–0 | 2–1 | 3–0 | 2–0 | 3–1 | 1–3 | 0–1 | 1–1 | 4–2 | 1–0 | —   | 3–0 | 1–1 | 0–0 | 1–0 | 2–0 | 1–2 | 5–2 |
| Politehnica Iași                           | 3–1 | 0–1 | 0–0 | 2–0 | 0–0 | 2–0 | 2–1 | 2–0 | 1–1 | 4–0 | 3–0 | —   | 3–0 | 1–0 | 3–0 | 3–3 | 1–1 | 1–0 |
| Progresul București                        | 3–1 | 1–1 | 1–0 | 0–3 | 3–1 | 1–2 | 3–2 | 1–1 | 3–1 | 1–0 | 1–1 | 1–0 | —   | 5–2 | 1–0 | 0–1 | 3–0 | 1–0 |
| Chimia Râmnicu Vâlcea                      | 4–0 | 1–0 | 4–2 | 2–1 | 1–0 | 3–2 | 5–4 | 0–2 | 3–1 | 3–0 | 0–0 | 2–1 | 3–1 | —   | 0–3 | 1–0 | 2–1 | 3–1 |
| Sportul Studențesc București               | 3–0 | 1–3 | 4–2 | 8–1 | 1–0 | 1–2 | 2–0 | 0–3 | 3–1 | 2–1 | 2–0 | 4–2 | 4–0 | 0–1 | —   | 0–2 | 1–0 | 6–0 |
| Steaua București                           | 1–1 | 1–0 | 1–1 | 3–1 | 2–2 | 3–1 | 0–1 | 1–1 | 4–1 | 2–1 | 1–1 | 3–1 | 0–1 | 4–2 | 1–3 | —   | 1–0 | 2–0 |
| Politehnica Timișoara                      | 3–1 | 1–0 | 1–0 | 3–1 | 2–1 | 1–0 | 1–0 | 3–3 | 2–0 | 0–0 | 0–1 | 2–1 | 1–1 | 1–1 | 1–0 | 2–1 | —   | 3–2 |
| Universitatea Cluj                         | 2–3 | 2–3 | 2–1 | 4–0 | 2–1 | 3–1 | 1–0 | 1–1 | 4–1 | 1–0 | 0–0 | 3–0 | 2–0 | 4–2 | 0–0 | 3–0 | 1–0 | —   |
| Câștigă gazdele; Remiză; Câștigă oaspeții. |     |     |     |     |     |     |     |     |     |     |     |     |     |     |     |     |     |     |

## Golgheter
- Marin Radu -  Argeș Pitești - 28
- Rodion Cămătaru -  Universitatea Craiova - 23
- Mircea Sandu -  Sportul Studentesc - 20
- Septimiu Câmpeanu -  Universitatea Cluj - 19
- Ioan Petcu -  Corvinul - 17
- Florea Dumitrache -  Corvinul - 12
- Alexandru Terheș - FC Baia Mare - 7
- Marcel Coraș -  Politehnica Iași - 6
- Anghel Iordănescu -  Steaua București - 6
- Mihail Majearu -  Dunărea Galați - 5
- Romulus Gabor -  Corvinul - 5